# 高校入試「虎の巻」
高校入試「虎の巻」（こうこうにゅうしとらのまき）はガクジュツが発行する高校入試用問題集。

## 歴史
1993年（平成5年）家庭教師をしていた中村信二が福岡の公立高校の入試問題を過去10年分調べ作成。高校入試に特化した問題集を生徒向けに作り販売した。西日本リビング新聞社とのタイアップで販売。
福岡県内で数ある問題集を追い越し販売トップになった事がある。
神戸や大阪では放送局や新聞社が取扱店となり、2014年現在、17都府県で販売されている。
1993年（平成5年） 初版発行。毎年、内容が更新され販売中。